# Protocetus
Protocetus atavus ("la primera ballena") es una especie extinta de cetáceo arqueoceto. Vivió durante el Eoceno medio, hace unos 45 millones de años en Egipto.

El animal, que tenía 2,5 metros de longitud tenía una apariencia similar a las ballenas, pero era muy primitivo, aún tenía aletas posteriores, y las aletas delanteras, con los dedos de los pies palmeados. Las mandíbulas eran largas y tenía unos dientes mortales. La forma de los huesos de la cola, sugiere que pudo evolucionar a aletas posteriores como las ballenas modernas: aunque no poseía un espiráculo verdadero, las fosas nasales ya empezaban a desplazarse hacia la parte posterior de la cabeza.
A diferencia del su predecesor el Pakicetus, la estructura de los oídos sugiere que Protocetus era capaz de escuchar apropiadamente bajo el agua, sin embargo es poco probable que utilizara la ecolocación. Del mismo modo, aún poseía suficiente aparato olfatorio para tener un buen olfato, sin embargo, probablemente se basaba más en la visión para encontrar sus presas.